# Koki Kido
Koki Kido (født 28. juni 1995) er en japansk fodboldspiller, som spiller for den japanske fodboldklub Avispa Fukuoka.